# Xiurenbagrus xiurenensis
Xiurenbagrus xiurenensis es una especie de pez de la familia Amblycipitidae en el orden de los Siluriformes. La otra especie perteneciente a este género es Xiurenbagrus gigas.

## Morfología
• Los machos pueden llegar alcanzar los 10 cm de longitud total.
- Número de  vértebras: 41-44.[1][2]

## Hábitat
Es un pez de agua dulce y de clima subtropical.

## Distribución geográfica
Se encuentra en la China.